# Динамарка, Россана
Россана Андреа Валерия Динамарка, или просто Россана Динамарка (исп. Rossana Andrea Valeria Dinamarca; род. 2 января 1974, Сантьяго, Чили) — шведская политическая деятельница чилийского происхождения, член Левой партии Швеции. В 1999 году она была заместителем депутата Риксдага, а с 2002 по 2018 год — полноправным членом парламента.
Представляла северный район губернии Вестра-Гёталанд и проживала в Тролльхеттане, где с 1998 по 2002 год была муниципальным депутатом. С 2006 года была членом партийного правления, а с сентября 2007 года по 2018 год — членом исполнительного комитета партии.

## Образование
Эмигрантка из Чили, Динамарка окончила программу социальных наук в гимназии Магнуса Оберга в Тролльхеттане в 1994 году. Затем с 1994 по 1996 год она изучала журналистику в народной школе Штрёмбека в Умео. С 1998 по 2000 год она изучала шведский язык и педагогику в Гётеборгском университете. В 2001 году она начала изучать педагогику в Университете Евле, а в 2002 году продолжила обучение в Гётеборгском университете. 

## Политическая карьера
В шведском парламенте работала в Комитете по культуре с 2002 по 2006 год и с 2014 по 2018 год, а также в Комитете по образованию с 2006 по 2014 год (также в качестве заместителя с 2005 по 2006 год).
4 февраля 2018 года она объявила, что не будет баллотироваться на переизбрание в качестве члена парламента, заявив в интервью, что её собственная партия систематически делала её невидимой, не придерживаясь собственных постулатов о феминистской политике.

### В Левой партии
В 2011 году она была избрана одним из руководителей Левой партии. В августе того же года она объявила о выдвижении своей кандидатуры на пост председателя партии. Несколько месяцев спустя, в ноябре, шведские СМИ сообщили, что Валерия неоднократно не выплачивала партийные взносы, как рекомендовала партия. Её также критиковали за чрезмерные транспортные расходы от её дома в Тролльхеттане до парламента в Стокгольме.
6 января 2012 года съезд Левой партии избрал новым председателем партии Юнаса Шёстедта, набравшего 179 голосов против 39 у Россаны Валерии Динамарки, которая потеряла пост заместителя председателя, а её место заняла Улла Андерссон.

## Споры и угрозы
В 2014 году сообщалось, что несколько шведских политиков редактировали статьи в Википедии с IP-адресов, принадлежащих администрации Риксдага. Например, была удалена информация о расходах Динамарки на поездку. Позже она призналась, что удалила её сама.
В марте 2018 года она приняла участие во встрече в Нью-Йорке, посвященной политическому насилию в отношении женщин. Там она рассказала, что подвергалась преследованиям со стороны неонацистских группировок и получала угрозы изнасилования с самого раннего возраста. В 2015 году мужчина, который преследовал её годами, был приговорен к трем месяцам тюрьмы после того, как выяснилось, что он также преследовал других политиков. В 2017 году она несколько раз получала новые угрозы в Facebook, что также привело к обвинительным приговорам. Однако в Швеции нет законодательства по этому вопросу.